# Mantidactylus lugubris
Mantidactylus lugubris és una espècie de granota de la família dels mantèl·lids endèmica de Madagascar.
El seu hàbitat natural inclou boscos baixos i secs, l'estatge montà, sabanes seques, prats tropicals o subtropicals a gran altitud, rius i zones prèviament boscoses, ara molt degradades.